# Aclytia coeruleonitans
Acerbia coeruleonitans là một loài bướm đêm thuộc phân họ Arctiinae, họ Erebidae.